# ACOnet
Das ACOnet (Austrian Academic Computer Network) ist ein Hochleistungsnetz für Wissenschaft und Forschung bzw. forschungsnahe Einrichtungen in Österreich, das seit 1992 vom Zentralen Informatikdienst der Universität Wien betrieben wird.

## Geschichte
Der Verein wurde 1986 gegründet, 1990 erhält die Universität Wien erstmals einen Anschluss an das Internet. In der zweiten Jahreshälfte 1990 wird eine gemeinsame, herstellerunabhängige Kommunikations-Infrastruktur für das ACOnet errichtet, in dem das ACOnet die erste Stufe eines privaten X.25 Netzes ist, das Universitäten in Wien, Graz, Leoben, Klagenfurt, Innsbruck, Salzburg und Linz miteinander in einem Ring verbindet. Heute verfügt auch die Einsatzzentrale Basisraum in St. Johann im Pongau über einen Zugangsknoten.
Im Jahr 1992 folgte die Umstellung von einem X.25-Rechnernetz auf ein Internet-Protocol-Rechnernetz, dessen Kern aus einem Backbone-Dreieck mit Standorten in Wien, Graz und Linz bestand. Weitere Universitäten wurden an diese Knotenpunkte angeschlossen, um Zugang zum ACOnet zu erlangen.
Der steigende Bandbreitenbedarf veranlasste das ACOnet allerdings dazu, 1994 auf ein Metropolitan Area Network und 1996 auf einen ATM-Backbone umzusteigen.

## Einrichtung und Aufgaben
Das ACOnet verbindet Hochschulen und Forschungseinrichtungen im Internet miteinander. Betrieben wird das Netzwerk auf einem wellenlängen-transparenten Glasfaser-Backbone vom Zentralen Informatikdienst der Universität Wien. Die verwendete DWDM-Technologie ermöglicht mehrere Übertragungskanäle pro Strecke, die mit 10 oder 100 Gbit/s betrieben werden können. Anschlusspunkte befinden sich in Wien, Linz, Salzburg, Innsbruck, Dornbirn, Klagenfurt, Leoben, Graz und Eisenstadt. 2009 kamen außerdem Anschlussmöglichkeiten in St. Pölten und Krems an der Donau dazu.
Am 11. März 2011 wurde IPv6 aus dem Pilotbetrieb in den Regelbetrieb überführt und wird seit 2011 als Standardprodukt angeboten.